# Канзё (уезд)
Канзё (вьет. Cần Giờ) — прибрежный пригородный сельский уезд, расположенный на юго-востоке города Хошимин (Вьетнам).
Уезд расположен в 50 км от центра Хошимина. На 2010 год площадь района составляет 704 км² с населением 70 697 человек, включая вьетов (80 %), кхмер-кром и тямов. В Канзё находится мангровый лес Канзё — биосферный заповедник, занесённый в список наследия ЮНЕСКО.

## Географическое положение
Канзё граничит с уездом Нябе на севере, провинциями Лонган и Тьензянг на западе, провинцией Донгнай на северо-востоке, провинцией Бариа-Вунгтау на юго-востоке и Восточным морем на юге. На западе границей уезда является река Шоайрап, переправа на другой берег которой осуществляется через паромный терминал Бинькхать; запланировано строительства моста Канзё длиной 3,4 км с четырьмя полосами движения.

## Административное деление
Уезд Канзё включает город Кантхань и шесть общин:
- Бинькхань
- Антхойдонг
- Тамтхонхьеп
- Тханьан
- Линён
- Лонгхоа